# Hainersdorf
Hainersdorf ist eine ehemalige Gemeinde mit 668 Einwohnern (Stand: 1. Jänner 2023) im Gerichtsbezirk Fürstenfeld und im politischen Bezirk Hartberg-Fürstenfeld in der Steiermark sowie eine Ortschaft der Gemeinde Großwilfersdorf im Bezirk Hartberg-Fürstenfeld in der Steiermark.
Seit 1. Jänner 2015 ist sie im Rahmen der steiermärkischen Gemeindestrukturreform mit der Gemeinde Großwilfersdorf zusammengeschlossen, die neu entstandene Gemeinde führt den Namen „Großwilfersdorf“ weiter.

## Geografie

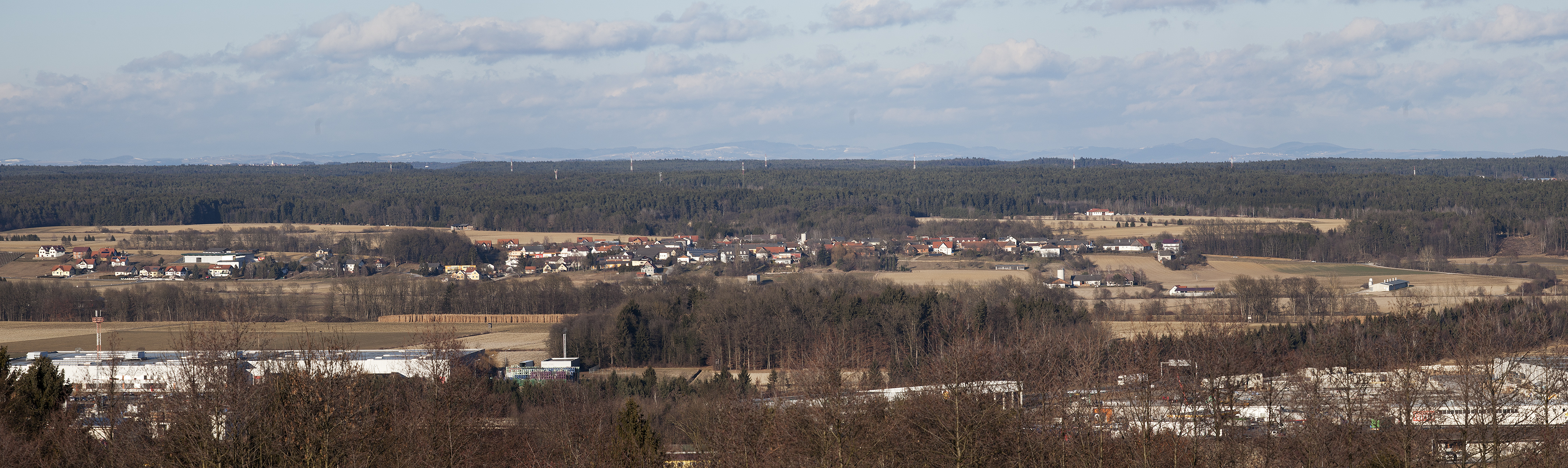
Riegersdorf

Hainersdorf liegt im südoststeirischen Hügelland.

### Gliederung
Das Gemeindegebiet umfasste folgende drei Katastralgemeinden bzw. gleichnamigen Ortschaften (in Klammern Einwohnerzahl Stand 1. Jänner 2024):
- Hainersdorf (286)
- Obgrün (137)
- Riegersdorf (240)

## Geschichte
Der Ort wurde 1142 erstmals als Heinrichsdorf urkundlich erwähnt. Er wurde damals auch Nordenesteth/Nordenstätt genannt. Fast vier Jahrhunderte gehörte das Dorf dem Augustiner-Chorherrenstift Seckau, dem es von Adalram von Waldegg, einem Nachkommen von Pfalzgraf Aribo II., geschenkt worden war. Der später zu einem Türkeneinfall umgedichtete Ungarneinfall von 1418 zog auch Hainersdorf in Mitleidenschaft.
Die Gemeinden Obgrün und Riegersdorf wurden 1969 nach Hainersdorf eingemeindet. Nun hat sich die Gemeinde Hainersdorf ab dem Jahre 2015 für eine Fusion mit der Gemeinde Großwilfersdorf entschieden.

## Kultur und Sehenswürdigkeiten

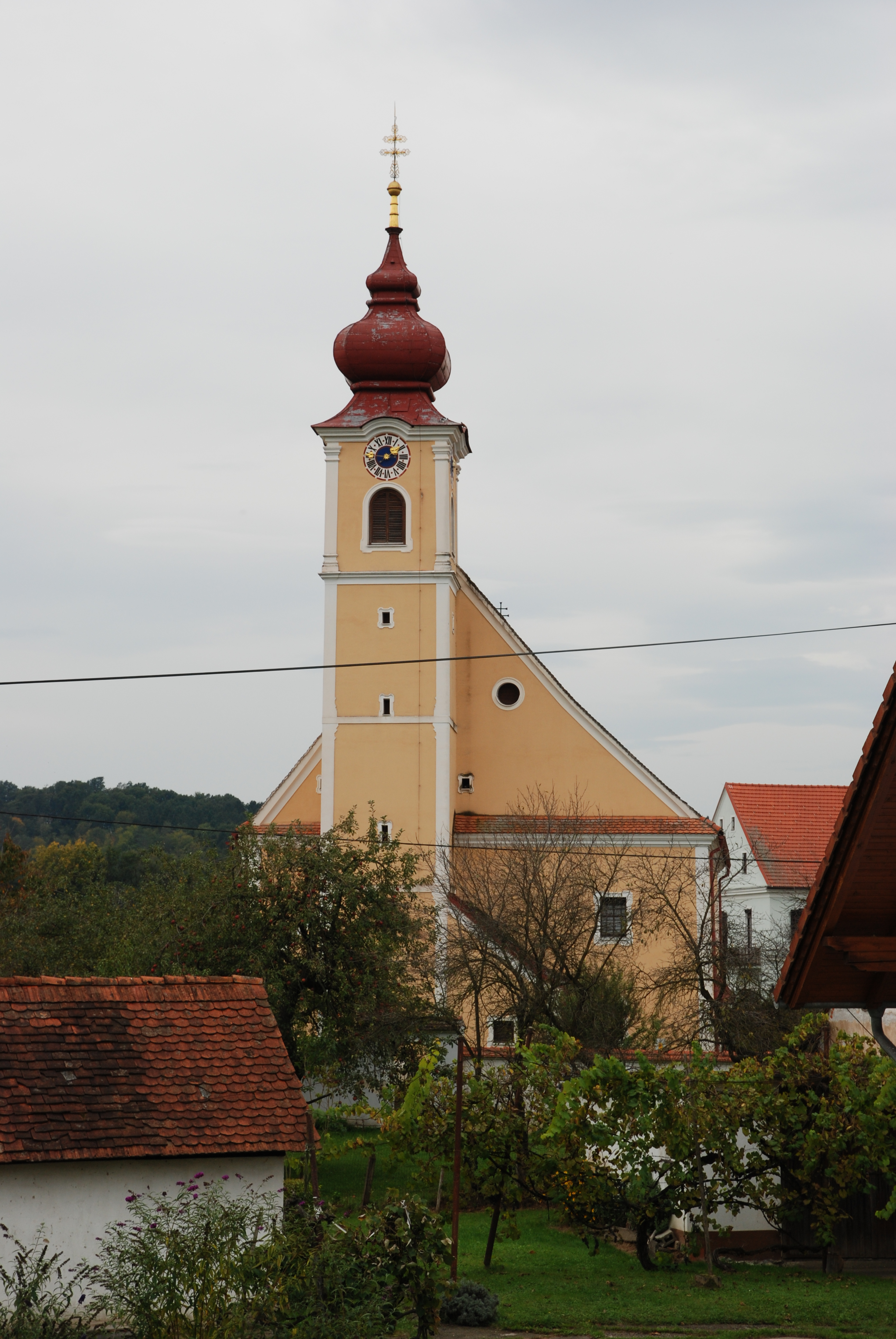
Pfarrkirche Hainersdorf

- Katholische Pfarrkirche Hainersdorf hl. Georg

## Wappen
Die Verleihung erfolgte am 1. November 1988.
Blasonierung:
„In rotem mit goldenen Tabakblüten bestreuten Schild ein mit der Felge in die obere linke Schildhälfte ragendes goldenes Wagenrad.“

## Persönlichkeiten

### Ehrenbürger
- 1985: Josef Krainer (1930–2016), Landeshauptmann
- Anton Peltzmann (1920–2000), Landesrat
- Franz Rath, Bürgermeister von Obgrün 1945–1946, 1950–1968
- Johann Flechl, Bürgermeister von Hainersdorf 1950–1960
- Josef Maier, Bürgermeister von Hainersdorf 1960–1980
- Franz Kogler († 2020), Alt-Bürgermeister von Hainersdorf[3]
- August Wunderl (1927–2010), Pfarrer von Hainersdorf 1963–2010[4]